# 塞西爾·卡拉坦切娃
塞西爾·卡拉坦切娃（1989年8月8日—）是保加利亞职业网球女运动员，2003年轉職業，後來在2009年2月2日轉國籍為哈薩克斯坦，到目前為止她的WTA生涯最高單打排名為第35。
卡拉坦切娃在2005年法國公開賽創下職業生涯的新高，打進四分之一決賽，WTA單打排名在2005年11月7日排名35。因為被測出兩種藥物測試呈陽性反應，她被禁止兩年打職業網球，直到2008年。截至2009年11月2日，她在WTA巡迴賽排名第134。

## 外部連結
- 塞西爾·卡拉坦切娃的国际女子网球协会官方資料（英文）
- 塞西爾·卡拉坦切娃的國際網球總會 職業／青少年 官方資料（英文）
- Template:FedCupplayerlink